# El Manzano, Veracruz
El Manzano är en ort i Mexiko.   Den ligger i kommunen Mariano Escobedo och delstaten Veracruz, i den sydöstra delen av landet, 210 km öster om huvudstaden Mexico City. El Manzano ligger 2 026 meter över havet och antalet invånare är 181.
Terrängen runt El Manzano är bergig åt nordväst, men åt sydost är den kuperad. Runt El Manzano är det ganska tätbefolkat, med 199 invånare per kvadratkilometer. Närmaste större samhälle är Orizaba, 13,5 km sydost om El Manzano. I omgivningarna runt El Manzano växer huvudsakligen savannskog.